# Pinguicula laxifolia
Pinguicula laxifolia este o specie de plante carnivore din genul Pinguicula, familia Lentibulariaceae, ordinul Lamiales, descrisă de H. Luhrs. Conform Catalogue of Life specia Pinguicula laxifolia nu are subspecii cunoscute.